# Korénnaya Balka
Korénnaya Balka (del ruso: Коренная Балка) es un posiólok del raión de Beloréchensk del krai de Krasnodar, en Rusia. Se sitúa en la confluencia de los arroyos Vtoraya y Beriózovaya, afluentes del río Psheja, tributario del Bélaya, de la cuenca hidrográfica del Kubán, 21 km al suroeste de Beloréchensk y 81 km al sureste de Krasnodar, la capital del krai. Tenía 7 habitantes en 2011.
Pertenece al municipio Pshejskoye.